# Tre Cime di Lavaredo
Les Tre Cime di Lavaredo (littéralement Trois Cimes de Lavaredo) en italien, ou Drei Zinnen en allemand, sont un sommet des Alpes, à 2 999 m d'altitude, dans les Dolomites, à la limite entre les régions italiennes de Vénétie et du Trentin-Haut-Adige/Sud Tyrol.

## Géographie

### Situation

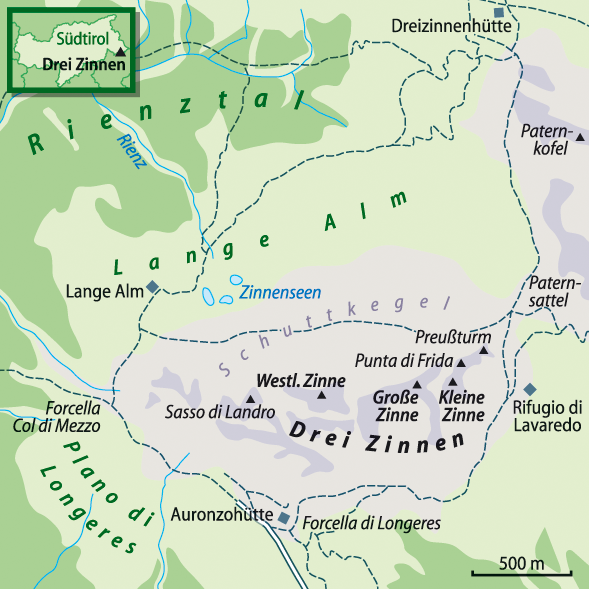
Les Tre Cime sur une carte.

Les Tre Cime se dressent à la limite sud du Zinnenplateau, un vaste plateau alpin situé de 2 200 à 2 400 m environ, qui constitue l'extrémité de la vallée de Rienza. Cette zone, constituée de l'alpage Langalm Alpine et des lacs des Tre Cime et située au nord des Tre Cime, appartient à la commune de Dobbiaco, dans le Tyrol du Sud, et au parc naturel des Tre Cime (parc naturel des Dolomites de Sesto jusqu'en 2010), qui fait partie du patrimoine naturel mondial de l'UNESCO depuis 2009,.
La crête, orientée ouest-est, forme une frontière avec la commune d'Auronzo di Cadore, dans la province de Belluno, qui représente également la frontière linguistique allemand-italien. Au nord-est, cette crête continue jusqu’à la Forcella Lavaredo, culminant à 2 544 m d’altitude, où elle se dirige au nord vers la Croda di Passaporto (2 719 m) et le mont Paterno (2 744 m). À l'ouest, elle continue sur la Forcella di Mezzo (2 315 m) jusqu'à la Croda d'Arghena, culminant à 2 252 m.
Au sud-ouest des Trois Cimes, à la Forcella di Mezzo, se trouve le Plano di Longeres, plateau terminant la vallée di Rimbianco, une vallée latérale de la vallée de Rienza. Immédiatement au sud de la Cime occidentale, la Forcella di Longeres (2 235 m) sépare le Plano di Longeres du vallon di Lavaredo, une vallée tributaire de la vallée du Piave.
Cortina d'Ampezzo, à 17 kilomètres au sud-ouest, est la plus grande ville de la région. Dobbiaco se trouve à 13 kilomètres au nord-ouest et San Candido à 12 kilomètres au nord.

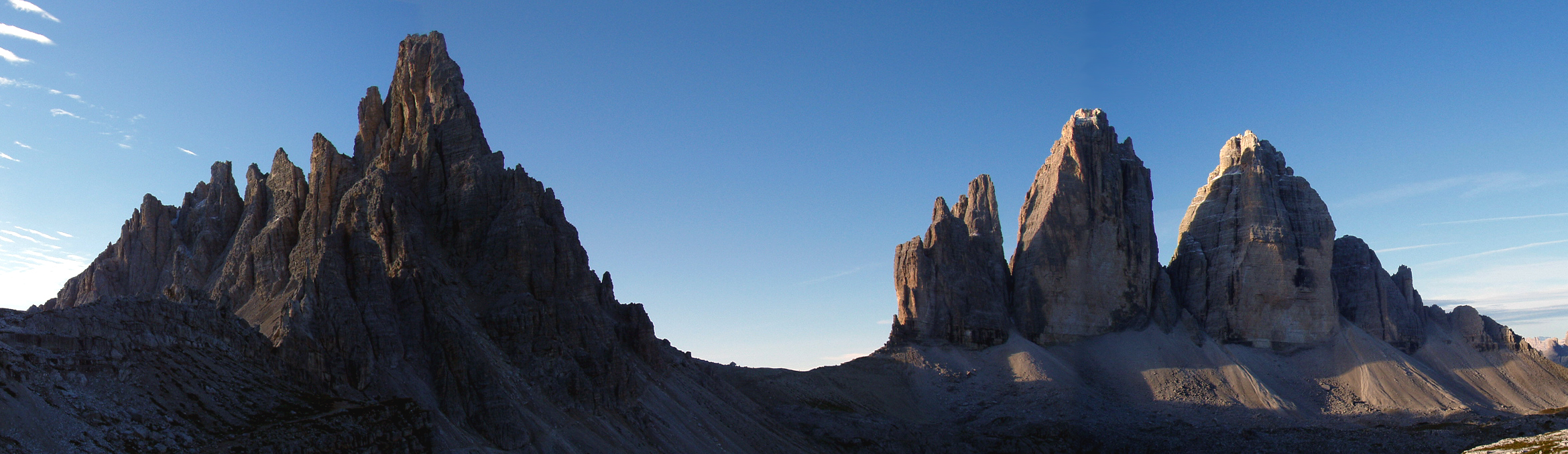
Les Trois Cimes de Lavaredo sur la droite du mont Paterno.

### Topographie

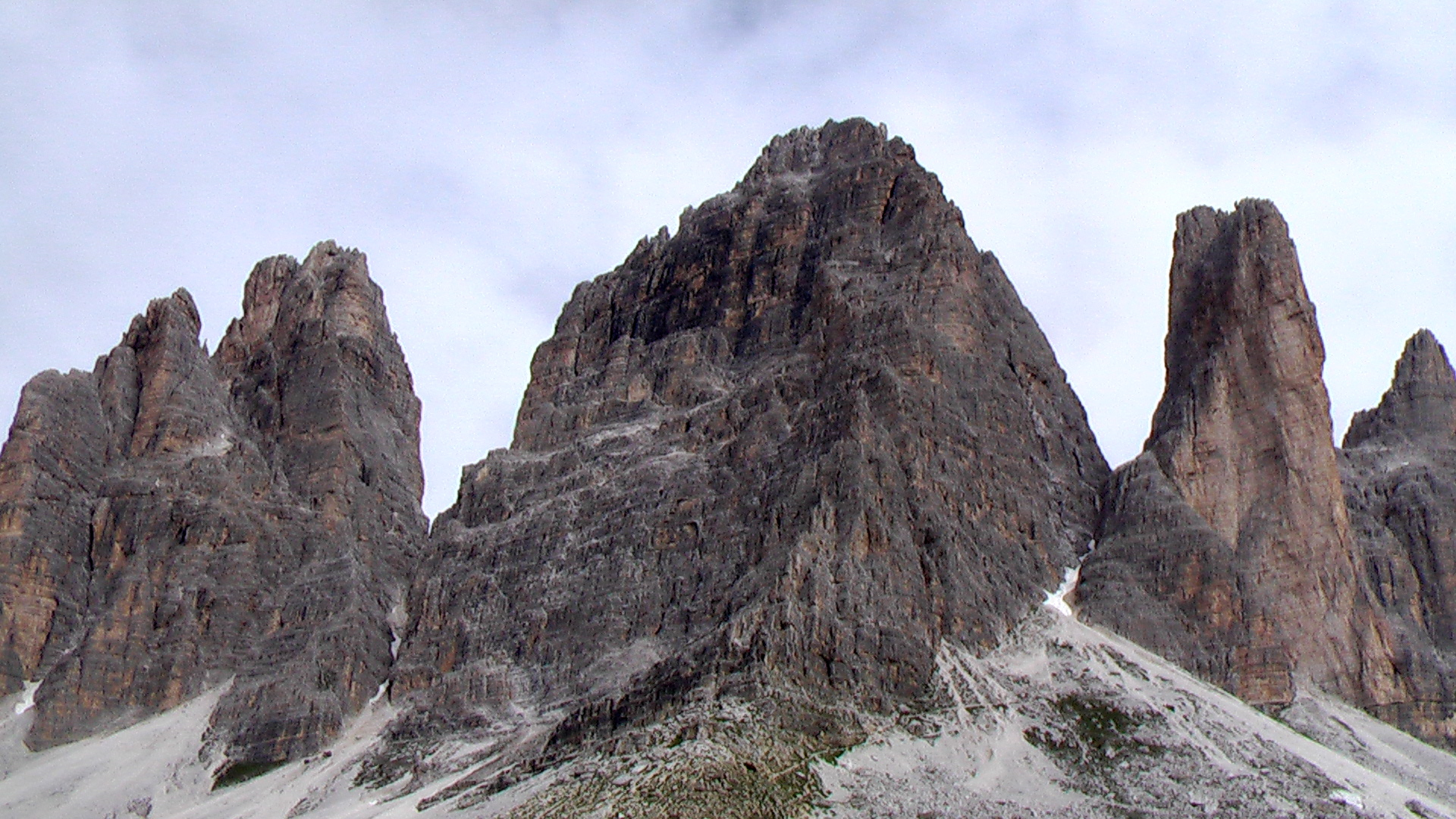
Les Tre Cime vues du sud.

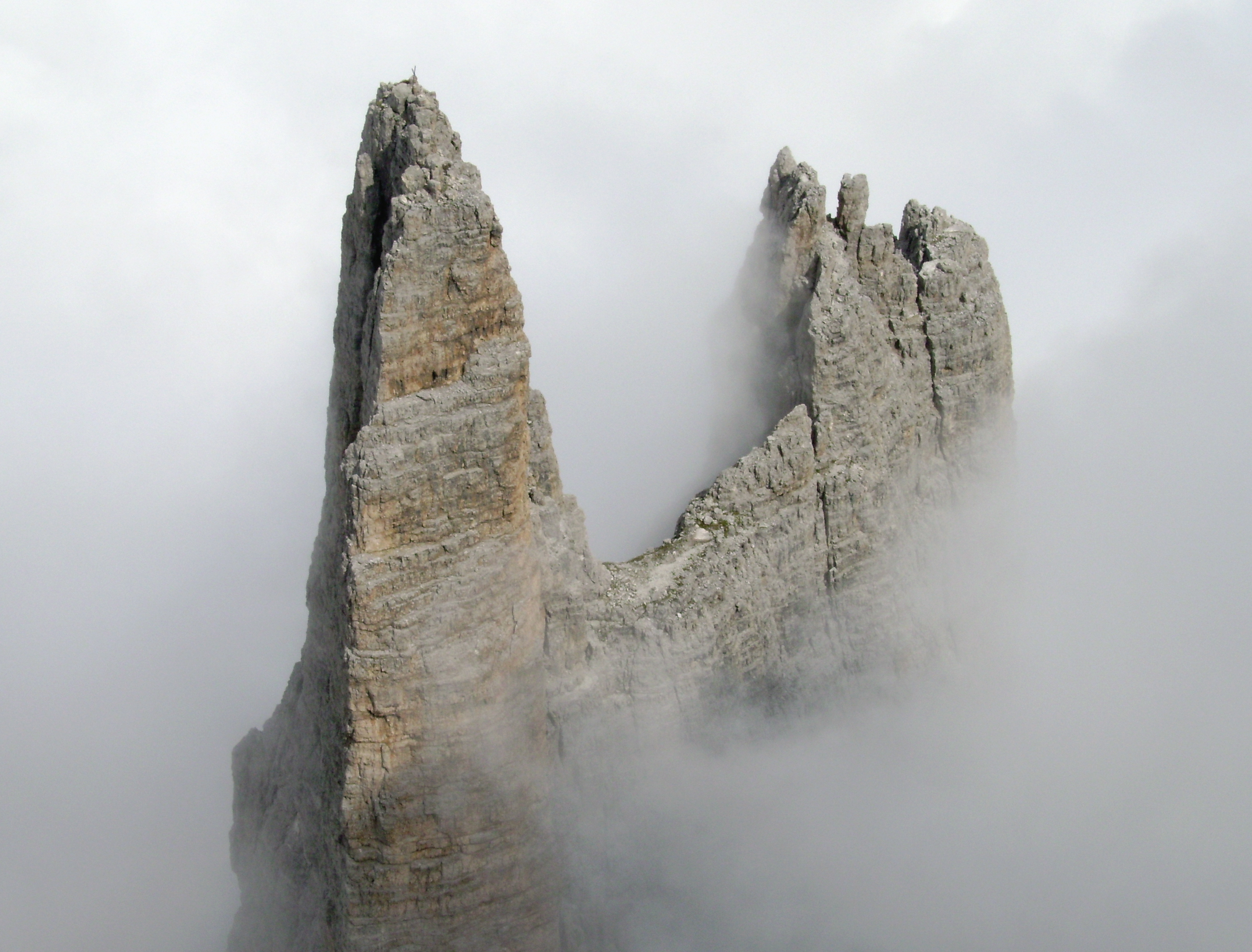
La Cima Piccola vue depuis la Cima Grande.

Le groupe des Tre Cime di Lavaredo est situé dans les Dolomites orientales, entre les vallées de Landro, de Sesto et de l'Ansiei. Ce triptyque rocheux s'élève sur un plateau de 2 200 à 2 400 m d'altitude, limité au nord par la vallée de Rinbon, à l'ouest par le col de Mezzo, au sud par le col de Longeres et à l'est par le col de Lavaredo. Les Tre Cime di Lavaredo se dressent comme trois « menhirs » fichés sur un même socle, entourés d'une couronne d'autres groupes montagneux.
Comme leur nom l'indique, les Tre Cime di Lavaredo sont composées de trois cimes. Ces sommets sont un des symboles des Dolomites.
La Cima Grande (aussi appelée Grosse Zinne) ou « Grande cime », au milieu des trois sommets, est le sommet le plus élevé du groupe à 2 999 m. Elle se distingue par sa face nord de 500 mètres de haut, verticale à surplombante et sillonnée de grandes stries noires. La face sud est beaucoup moins escarpée et est traversée par de nombreuses terrasses. À l'est, se trouvent le Tinsel et la Cima Piccola.
La Cima Ovest (aussi appelée Vordere ou Landroer Zinne) culmine à 2 973 m et est de forme semblable à celle de la Cima Grande. Cependant, elle se caractérise par une face nord de plus de 500 m de hauteur parsemée de surplombs jaunes d'un dévers atteignant 40 mètres et présentant de nombreuses strates. Au sud, elle s'abaisse en une longue arête composée de trois antécimes : la Croda degli Alpini (2 685 m), la Croda Longeres et la Croda del Rifugo. En raison de sa structure en gradins, elle est également souvent décrite comme « un escalier géant inversé » et est considérée comme l'une des formations rocheuses les plus remarquables des Alpes. La cime est entourée par la Torre Lavaredo (2 536 m), le Zinnenkopf (Sasso di Landro, 2 736 m), la Croda di Mezzo (2 733 m), la Croda del Rifugio, ainsi que Hüttenkofel (environ 2 730 m), Il Mulo (environ 2 800 m), la Croda degli Alpini (2 865 m), la Croda Longeres et la Torre Comici (2 780 m). À l’ouest se trouve le Forcella di Mezzo. À l'est la cime occidentale est située devant la Torre di Forcella della Grande.
La Cima Piccola (aussi appelée Kleine Zinne), à 2 857 m, est comprise dans un massif beaucoup plus structuré par rapport aux autres cimes et présente au nord un à-pic, alors qu'au sud et à l'est son antécime surplombe les éboulis. Elle comporte d’autres pics importants comme la Punta di Frida (2 792 m) et la Cima Piccolissima (2 700 m). Face à cette dernière, la Torre Minor est une petite tour de pierre.

### Géologie

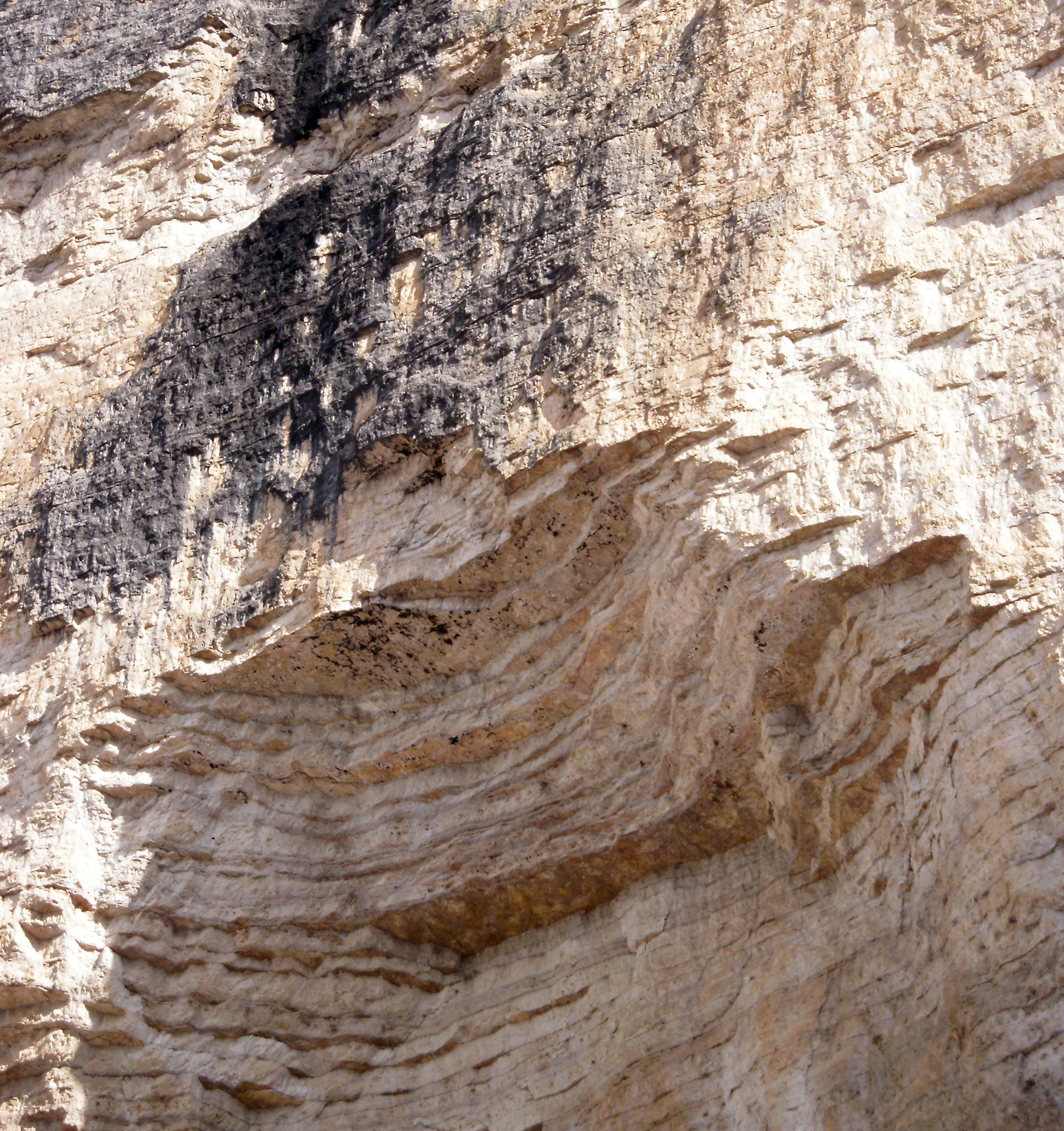
Le mur nord de la Cime occidentale. Les chutes de pierres ont conduit à la formation en saillie de 40 mètres. Au-dessus, des cyanobactéries ont coloré la roche en noir.

Composé de fines stratifications d'argile (jaune-rougeâtre) et de marnes calcaires sur lesquelles repose la dolomie dont sont constituées les Tre Cime, ce type de terrain s'érode facilement. Son instabilité explique la présence de vires et d'éboulis au pied des parois.
La verticalité du groupe des Tre Cime di Lavaredo repose sur le pierrier qui dissimule le socle de dolomie striée de Raibl formé dans le Trias il y a environ 200 à 220 millions d'années par sédimentation dans les eaux peu profondes de l'ancien océan Téthys. Les fossiles sont donc principalement liés à la vie marine, tels que les mégalodons et les gastéropodes. En raison des marées et d’autres fluctuations du niveau de l'eau, qui ont entraîné alternativement des périodes d’inondation et de sécheresse, ainsi qu’un affaissement constant du substrat, il y a eu un dépôt de la roche sous forme de couches superposées. La roche des Tre Cime est donc formée en strates, avec de fines couches d'argile pouvant être trouvées entre les différentes couches de dolomie.
Le principal mécanisme d'érosion est le gel qui, en plus des chutes de pierres constantes, entraîne souvent de plus grandes chutes de pierres. Ainsi, en 1948, une grosse chute de pierres se produit depuis le mur sud de la Cima Grande.
La fragmentation de grandes parties du roc est favorisée par l'instabilité du sous-sol. L'érosion de ces couches élimine progressivement la base des tours rocheuses et conduit à la destruction des zones rocheuses exposées. Ces processus en cours ont conduit au développement des formes escarpées des remparts.

## Histoire
Les Tre Cime, et plus particulièrement la Cima Ovest et la Cima Grande, ont été pendant des décennies le théâtre de conquêtes et d'ascensions spectaculaires et acrobatiques qui ont marqué l'histoire de l'alpinisme en rocher.
- 1869 - Première ascension de la Cima Grande par Paul Grohmann, Franz Innerkofler et Peter Salcher, le 21 août, par la face sud[5].
- 1874 - Anna Ploner effectue la deuxième ascension et la première féminine de la Cima Grande.
- 1879 - Première ascension de la Cima Ovest, le 21 août, depuis le sud.
- 1881 - Première ascension de la Cima Piccola, le 25 juillet, à partir du sud-ouest, et enchaînement des trois parois en 18 heures par Demeter Diamantini après avoir quitté Carbonin à 4 heures.
- 1890 - Hans Helversen, Veit et Sepp Innerkofler réussissent la première ascension de la face Nord munis de chaussures à clous.
- 1933 - Face nord de la Cima Grande par Emilio Comici avec Angelo Dimai et Giuseppe Dimai
- 1933 - Spigolo Giallo à la Cima Piccola par Emilio Comici avec Mary Varale et Renato Zanutti.
- 1934 - Cima Piccolissima par Riccardo Cassin, Luigi Pozzi, Gigi Vitali
- 1935 - Face nord de la Cima Ovest par Riccardo Cassin et Vittorio Ratti
- 1958 - Directissime à la face nord de la Cima Grande par Dietrich Hasse et Lothar Brandler
- 1959 - Cima Ovest, voie Couzy, par René Desmaison, Pierre Mazeaud, Pierre Kohlmann et Bernard Lagesse[6]
- 1968 - Cima Ovest, voie du Toit par G. Baur, E. et W. Rudolf.

## Activités

### Accès

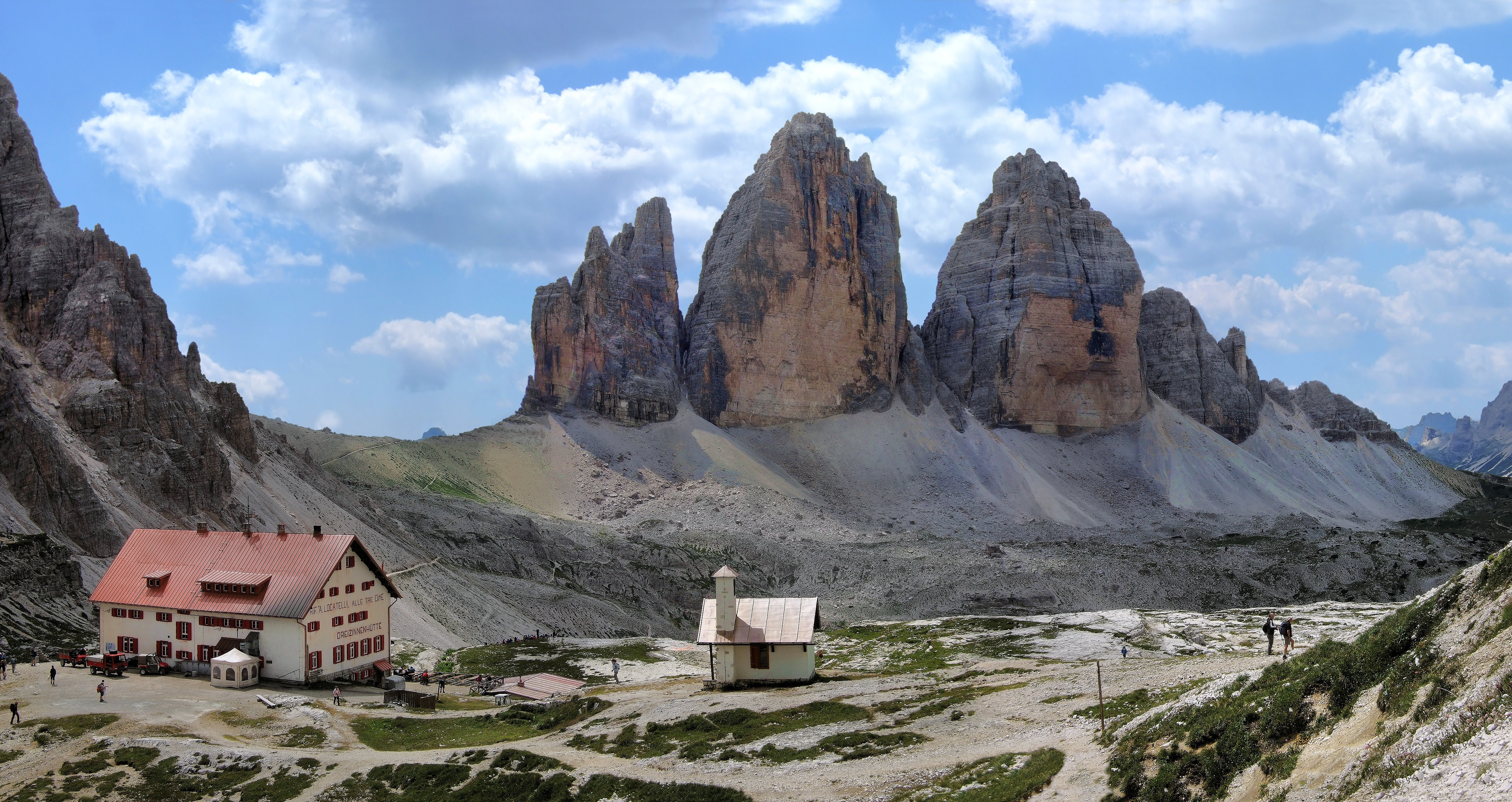
Le refuge Antonio Locatelli et les Tre Cime.

Le camp de base le plus facilement accessible dans les environs des Tre Cime est le refuge d’Auronzo (2 320 m). Ce refuge du Club Alpin Italien (CAI) se situe juste au sud du massif, au-dessus de la Forcella di Longeres, et est accessible depuis le sud-ouest par une route à péage goudronnée. Du sud-est, le refuge est accessible depuis Lavaredotal par un sentier de randonnée.
À environ un kilomètre à l'est du refuge d’Auronzo, au pied sud-est de la Cima Piccola, se trouve le refuge de Lavaredo (2 325 m).
Le refuge Antonio Locatelli, possession du CAI au nord-est des Tre Cime, à 2 438 m d’altitude, se trouve à environ un kilomètre du massif. La cabane est particulièrement connue pour la vue sur les murs nord et peut être atteinte par un large sentier de randonnée depuis le refuge d’Auronzo en passant par Paternsattel. Il existe d'autres possibilités pour y accéder : depuis Sesto, San Candido ou Landro.

### Escalade

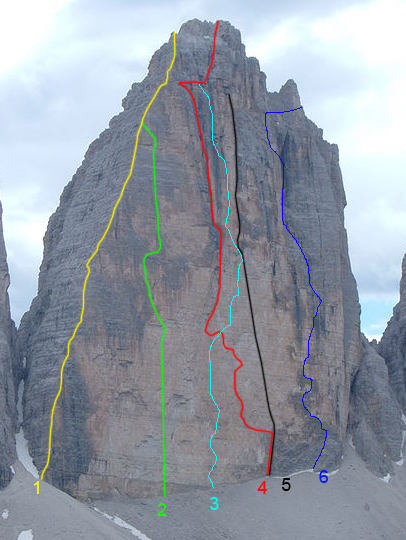
Quelques voies d'accès à la Cima Grande, versant nord :
1. Dibona
2. Via Camillotto Pellesier
3. Das Phantom der Zinne
4. Hasse/Brandler (Direttissima)
5. Sachsenweg (Superdirettissima)
6. Comici/Dimai

Les Tre Cime di Lavaredo se caractérisent par leur verticalité, la difficulté des voies qui parcourent leurs faces dans une ambiance particulièrement aérienne.
La voie normale de la Cima Grande, à travers la face sud, présente une difficulté de III (UIAA) et mène au sommet. Cette voie est également utilisée pour la descente. Les autres voies d'escalade de la face sud connues sont Dibonakante (IV +), Dabistebaff (V) et Dülfer (V +). Les voies qui remontent la face nord sont beaucoup plus difficiles. Il s'agit principalement de la Brandler-Hasse, voie historique (VII), de la Direttissima (VIII +, VI A2), du Sachsenweg (également Superdirettissima, V A2), de la via Camillotto Pellesier (X, V + A2), de Comici/Dimai (VII, V + A0), d'ISO 2000 (VIII +), de Claudio-Barbier-Gedächtnisweg (IX-A0), Alpenrose (IX-) et Phantom der Zinne (IX +).
La voie normale vers la Cima Ovest, de difficulté II jusqu’au sommet, se situe côté sud-ouest et est empruntée essentiellement comme voie de descente. Les voies importantes sont Dülferkamin (IV) dans le mur sud, Innerkofler (IV) dans le mur est, Langl/Löschner (IV) dans le mur nord-est, Demuthkant (VII, V + A0), Dülfer (IV +) et Scoiattolikante (VIII, V + A2). Schweizer Führe (VIII +, 6 A3), Cassin/Ratti (VIII, VI-A1), Baur-Dach (VI + A3), Alpenliebe (IX), Jean-Couzy-Gedächtnisführe (X, 5) Bellavista (XI, IX A3) et PanAroma (XI, IX A3) dans le mur nord, ou encore Space Vertigo (VIII), voie moderne ouverte en 2020.
La Cima Piccola, qui se distingue des autres cimes par la forme élancée de son sommet, est considérée comme la plus difficile à atteindre. Les voies sont l’arête jaune (Gelbe Kante, VI, V + A0) au sud, Innerkofler- (IV +) et Fehrmannkamin (V +) sur la face nord, Langl/Horn (V) à l’est et Orgler (VI-), Egger/Sauscheck (VI +, V + A0) sur le mur sud.

### Cyclisme
La route d'accès est régulièrement empruntée par le Tour d'Italie cycliste.

## Au cinéma
En 2017, des scènes du film de la franchise Star Wars, Solo: A Star Wars Story y sont tournées.